# Мокры (деревня)
Мо́кры (чув. Мӑкӑр) — деревня в Канашском районе Чувашской Республики. Входит в состав муниципального образования Чагасьское сельское поселение.

## История
Об основании деревни Л.И.Иванов пишет в своей книге "Чуваши. Формирование этнографических групп и подгрупп (на территории Чувашии)" следующее:
Межцивилье в древности было занято лесным массивом, крестьяне северных районов закрепляли за собой их до переселения, пашни и населенные пункты в них появлялись позже. Долгое время пахали здесь наездом. В этих же местах имеются населенные пункты без уточнения "что на Хирпосях" к ним относятся деревни Нюргечи, Сиделево, Шугурово, Мокры, Ялдры, Буртасы. Среди жителей этих населенных пунктов бытуют предания, о переселении их из северных районов. Эти населенные пункты свои названия получили по имени основателя.
Далее в этой же книге:
Деревня Мокры, согласно преданию выселилась из Напольных Котяк, свое название она получила от имени первого поселенца.
Далее приводится выдержка из документа 1762 года ссылающегося на дозорную книгу 1651 года:
...крестьяне деревни Мокры переселились в 1651 году вместе и жили в деревне Напольные Котяки  при овраге Мăкăр Упи, а в 1720 году перебрались на нынешнее место.
Доктор экономических наук,  профессор Г.М. Матвеев, и доктор педагогических наук, профессор Е.В. Васильев-Бурзуев, в своих работах и выступлениях неоднократно доказывали, что деревня Мокры берёт своё начало ещё с середины 1650-х годов.

Историк Димитриев В.Д. в своей книге пишет: 

переселенцы нз дер. Мокры переместились вверх по Кубне на несколько верст и основали дер. Малые Кошелей. Согласно документу, это произошло в 20-х годах XVII века.
Во время I ревизии 1719 года старостой деревни был Ортюшка Ишмолов (1695—1757), выборным — Ванька Тотарбаев. В 1721 году старостой был Янъмула Яранской (1670—1750), выборным — Хозай Илеев.  В 1723 году старостой был Ортюшка Ишмолов, выборными значились Байка Илькин и Илемка Субаев. Во время III ревизии 1762 года сотником значился Федор Иванов Асанов (из деревни Котяковы), старостой деревни был Максим Степанов Ильмендей (1727— ?, сын Иляски Субаева), выборными — Данила Степанов Ендей (1742— ?, сын Альшея Альмеккева), Дмитрий Иванов Охтерен (1725— ?, сын Изанмурзы Изендеева).

До 1724 года жители — ясачные, до 1866 года — государственные крестьяне. Основными занятиями местного населения были земледелие и животноводство. 

В конце XIX века функционировали кузница, 2 водяные и 2 ветряные мельницы, с 1894 года — школа грамоты. 

В 1931 году образован колхоз «По ленинскому пути». 

В годы Великой Отечественной войны более 80 крестьян деревни были призваны на фронт, многие отмечены боевыми наградами.

В 2016 деревня Мокры стала обладателем почётного звания «Самая трезвая деревня», одержав победу в районном Канашском конкурсе «Трезвое село, трезвая деревня, трезвая улица 2016 года» среди сельских поселений"..
Религия
Жители деревни Мокры были последователи чувашской традиционной религии. По словам старожилов обрядовым местом жертвоприношений и местом поклонения Киремет являлся лес Чикӗ ту (в переводе с чувашского "Крутая гора"). 
На момент II ревизии (1747) в деревне был один новокрещен (умершего Саландая Тимякова сын крещенный Иван Алексеев 12 лет), к следующей (1762) крещёными числились все жители.

С периода крещения до начала XX века жители деревни были прихожанами Богородицкой церкви села Шихазаны (Построена в 1792 году на средства купца И.С. Клюева взамен ветхой деревянной церкви, каменная трёхпрестольная с главным престолом во имя Божией Матери Казанской. Закрыта в 1935 году. Приход восстановлен в 1991 году.).
Административно-территориальная принадлежность
В составе: Второ-Тугаевской (до 1781 г.), Новомамеевской волостей Цивильского уезда (с 1781 года по 1927 год), в Канашском районе — с 1927 года.

По данным справочника «Населённые пункты Чувашской АССР» Мокринский сельский Совет рабочих, крестьянских и красноармейских депутатов существовал с 1 октября 1927 года. В состав Мокринского сельского Совета рабочих, крестьянских и красноармейских депутатов Канашского района Чувашской АССР входила деревня Верхняя Яндоба, центр сельского Совета находился в деревне Мокры. Частичное укрупнение сельских Советов произошло в 1928 году. Мокринский сельский Совет был упразднён и входил в состав Чагасьского сельского Совета до мая 1935 года. В 1954 году Мокринский сельский Совет был упразднён: селения Верхняя Яндоба и Мокры были отнесены в состав Чагасьского сельского Совета..

На сегодняшний день деревня Мокры входит в состав Чагасьского сельского поселения. Старостой деревни является Г.В. Родионов.

## Название
Мăкăр название деревни, Мокрая Савалеевка, бывшего Буинского уезда || название деревни Мокры, Канашский район — Ашмарин Н. И. Словарь чувашского языка
Отмечая записанное Ашмариным, краевед И.С. Дубанов полагает:

…можно предположить, что название деревни произошло от русского слова «мокрый», что вполне вероятно. Деревня расположена на берегу ручейка, впадающего в р. Малый Цивиль. <…>
По другой версии, от мăкăр (чув.) «бугор, холм на поле, возвышенность, выступ, шишка»— Дубанов И.С.

## Население
Число дворов и жителей:
1719 — 19 дворов, 128 мужчин; 

1747 — 198 мужчин; 

1795 — 38 дворов, 109 мужчин, 124 женщины; 

1858 — 46 дворов, 169 мужчин, 199 женщин; 

1897 — 257 мужчин, 298 женщин;

1926 — 134 двора, 310 мужчин, 363 женщины; 

1939 — 333 мужчины, 414 женщин; 

1979 — 385 мужчин, 411 женщин; 

2002 — 205 дворов, 574 человека: 297 мужчин, 277 женщин; 

2010 — 184 частных домохозяйства, 512 человек: 266 мужчин, 246 женщин.
| 2010 | 2012 |
| ---- | ---- |
| 512  | ↗514 |

Согласно «Ведомости о наместничестве Казанском», в 1781—1782 гг. в деревне Мокры числилось 76 душ крещёных чуваш.

В 1859 году в деревне Мокры «при речке Кувагалке» числилось 73 двора (186 жителей мужского пола и 193 — женского, казённых крестьян).

В 1907 году в Мокрах насчитывалось 585 душ «обоего пола», чуваш.

По данным Всероссийской переписи населения 2002 года в деревне проживали 574 человека, чуваши.

## Инфраструктура
В деревне Мокры имеется футбольный стадион, где проходят различные сельские соревнования.
В рамках культурно-массовой работы действуют Сельский Дом культуры и сельская библиотека, капитально отремонтированные в 2024 году.
В деревне действует фельдшерско-акушерский медицинский пункт.
В 2016 году в центре деревни сельчанами построена зелёная аллея «Туслăх сачĕ» («Сад дружбы»).
В настоящий момент в деревне действуют 2 магазина розничной торговли товарами повседневного спроса, а также функционирует пункт выдачи маркетплейса Ozon.
Сегодня через деревню проходит действующий железнодорожный мост через реку Утку, являющийся важным транспортным объектом. Возведён в конце 1980-х годов.
Деревня образуется из:
Улицы: Гагарина, Западная, Кибечи, Полевая, Пушкина, Северная, Спортивная, Чапаева, Школьная.

Переулок: Овражный.

## Памятники
- Памятник землякам, погибшим в боях за Родину в 1941—1945 гг. (ул. Спортивная)[19].
- Памятник-обелиск в честь погибших в Афганистане, Чечне и Новороссии (ул. Спортивная)[20]

## Достопримечательности

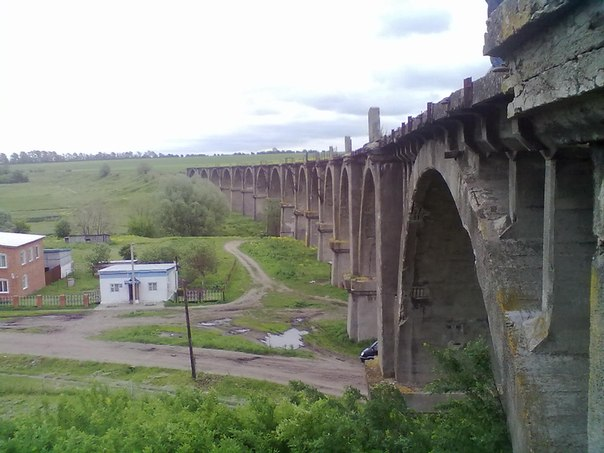
Мокринский мост

- В деревне расположен Мокринский железнодорожный мост, включённый в список памятников истории и культуры Канашского района Чувашской Республики[21]. Исторический железобетонный арочный виадук, является железнодорожным переездом через речку У́тка. Построен в 1914—1918 годах.
- Под мостом на роднике, освященном священнослужителями Русской Православной Церкви в 2011 году в честь святой равноапостольной княгини Ольги[22], оборудована и освящена купель[23].

## Уроженцы
- Васильев-Бурзуй Егор Васильевич — доктор педагогических наук, профессор, Заслуженный деятель науки Чувашской Республики, автор 350 научных публикаций по различным отраслям педагогических наук, в том числе 9 монографий и учебников. Внёс значительный вклад в разработку ряда проблем, связанных с воспитанием подрастающего поколения, использованием народных традиций, умений, навыков обучения и воспитания, в развитие педагогического краеведения[24].
- Матвеев Геннадий Матвеевич — философ, доктор философских наук. Автор более 40 научных работ, в том числе 2 монографий и 4 учебников[25].
- Яковлев Анатолий Егорович — экономист, доктор экономических наук, профессор, Заслуженный деятель науки Чувашской Республики[26].
- Григорьев Валерий Валентинович — военнослужащий, погиб в боевых действиях в Афганистане при выполнении интернационального долга. Награждён орденом Красной Звезды[27].
- Васильев Александр Анатольевич — военнослужащий, погиб во время чеченской кампании в результате боевых действий. Награждён орденом Мужества посмертно.
- Федоров Димитрий Александрович - доброволец, погиб в ходе боевых действий на Донбассе. Награжден медалью "За боевые заслуги" посмертно.

## Комментарии
1. ↑  По-видимому это искаженное чувашское название речки Утка — „Кăвакал“